# Chavez-Gletscher
Der Chavez-Gletscher ist ein 16 km langer Gletscher an der Walgreen-Küste des westantarktischen Marie-Byrd-Lands. Er fließt von der Canisteo-Halbinsel in südlicher Richtung zur Cranton Bay.
Das Advisory Committee on Antarctic Names benannte ihn 2003 nach Pat S. Chavez Jr. vom United States Geological Survey, stellvertretender Leiter der Gruppe zur Erstellung hochauflösender AVHRR-Karten von Antarktika in den späten 1990er Jahren.